# لری کراکت
لَری «کرَش» کراکِت (انگلیسی: Larry "Crash" Crockett؛ زادهٔ ۲۳ اکتبر ۱۹۲۶ در کمبریج سیتی، ایندیانا، درگذشتهٔ ۲۰ مارس ۱۹۵۵ در لنگ‌هورن، پنسیلوانیا) رانندهٔ مسابقات اتومبیل‌رانی فرمول یک اهل ایالات متحده آمریکا بود که در فصل ۱۹۵۴ در مجموع در یک گراند پری شرکت کرد، اما موفق به کسب هیچ امتیازی نشد.
کراکت در ۲۰ مارس ۱۹۵۵ بر اثر تصادف رانندگی به‌هنگام مسابقه در لنگ‌هورن، پنسیلوانیا درگذشت.